# Blue Barron
Harry Freidman (19 de noviembre de 1913-16 de julio de 2005), más conocido por el nombre de Blue Barron, fue un director de orquesta estadounidense. Desarrolló una exitosa carrera al frente de su Big Band durante las décadas de 1940 y 1950. La orquesta de Barron comenzó su andadura en el área de Nueva York, para posteriormente recorrer todo el país. Actuaron en numerosos locales de Los Ángeles, donde además participaron en varias películas de Hollywood. Blue Barron y su orquesta grabaron numerosos álbumes a lo largo de su carrera musical.

## Biografía
Nacido en Cleveland, Ohio, Freidman estudió en la Universidad Estatal de Ohio antes de comenzar su carrera musical. Adoptó el nombre artístico de Blue Barron y a mediados de la década de 1930 formó su propia orquesta. Comenzó tocando en una orquesta a bordo del barco turístico Floating Palace en la localidad de Troy (Nueva York), en octubre de 1936, donde, según un informe periodístico «tuvo mucho éxito su espectáculo nocturno, permaneciendo allí durante veintidós semanas». En 1937, la orquesta hizo su debut en la cadena de radio local en Cleveland. En 1938 fueron contratados por el Hotel Edison de Nueva York donde hicieron su debut el 5 de enero. Ese mismo año firmó un contrato discográfico con Bluebird Records. Además de realizar grabaciones en Nueva York y Chicago, la banda solía combinar las actuaciones en hoteles, como el Astor o el Biltmore en Nueva York, con largas giras todo el país.
Durante la Segunda Guerra Mundial, Barron sirvió en el Ejército de Estados Unidos, reanudando su carrera al finalizar la contienda. Trabajó intensamente en la industria musical durante otros diez años hasta que la era de las Big Band dio paso a nuevas formas musicales. Por su contribución a la industria discográfica, recibió una estrella en el Paseo de la Fama de Hollywood, ubicada en el 1724 de Vine Street. Barron alcanzó el número 1 de las listas musicales durante dos semanas en 1949 con el tema "Cruising Down The River". El disco vendió más de un millón de copias, siendo certificado como disco de oro.
Blue Barron se retiró del mundo de la música a comienzos de la década de 1960, instalándose en la ciudad de Baltimore, donde vivió hasta su fallecimiento en 2005.